# Psomophis
Psomophis — рід змій родини полозових (Colubridae). Представники цього роду мешкають в Південній Америці.

## Види
Рід Psomophis нараховує 3 види:
- Psomophis genimaculatus (Boettger, 1885)
- Psomophis joberti (Sauvage, 1884)
- Psomophis obtusus (Cope, 1864)

## Етимологія
Наукова назва роду Psomophis походить від сполучення слів дав.-гр. ψωμος — шматочек і οφις — змія.